# Gómez Carrillo de Acuña
Gómez Carrillo de Acuña (1400-Escalona, 2 de noviembre de 1441) fue un noble castellano.

## Biografía
Era hijo de Lope Vázquez de Acuña, máximo responsable del Concejo de la Mesta, primer señor de Buendía y Azañón —descendiente de una familia de nobles portugueses—, y de Teresa Carrillo de Albornoz, natural de Carrascosa, señora de Paredes, Portilla y Valtablado, y hermano del arzobispo Alfonso Carrillo de Acuña. Adoptaría el apellido de su linaje materno.
Gómez Carrillo de Acuña se crio, junto con su hermano Alfonso, el futuro arzobispo de Toledo,en la corte de Juan II de Castilla, de quien su abuelo materno Gómez Carrillo y Castañeda había sido ayo. Participa junto con su hermano Pedro de Acuña en la batalla librada contra los moros en Granada el 1 de julio de 1431, formando parte de la fracción mandada por Álvaro de Luna. Llegó a desempeñar el puesto de Camarero Mayor de la reina María la cual le guardaba gran afecto y le procuró en 1434 por mediación del condestable Álvaro de Luna, matrimonio con María de Castilla, nieta de Pedro I de Castilla. La dote incluyó la villa de Jadraque con el Castillo del Cid, veintiocho lugares poblados y veintidós yermos situados en el término de Atienza.  Gracias a las súplicas de Gómez Carrillo de Acuña su suegro, Diego de Castilla, fue puesto en libertad en la villa de Coca.
Participó junto con su hermano Pedro de Acuña y el condestable Álvaro de Luna en las justas poéticas de Madrid y Valladolid celebradas en 1433 y 1434, respectivamente. En una de estas dos ocasiones realizó, en colaboración con el Marqués de Santillana la Serranilla «La Vaquera de Berzosa», en la cual se encargó Gómez Carrillo de la réplica contradictoria. Además de este, en el Cancionero de Palacio del citado Marqués de Santillana (Biblioteca de la Universidad de Salamanca. Ms. 2653.) también se conservan otros dos poemas de su autoría
En 1440, tras ser nombrado repostero mayor del rey fue enviado junto al conde de Alba a Ávila, en poder de los partidarios del rey de Navarra y el infante 
Enrique a tomar la ciudad. Viendo imposible cumplir el propósito, pues en sus torres se hallaban Álvaro de Bracamonte y Fernando Dávalos con cien hombres de armas vuelven hacia el rey Juan sin tomar la ciudad.
En el proceso que en 1441 lleva al condestable Álvaro de Luna a quedar recluido en sus villas, Gómez Carrillo de Acuña aparece como testigo de la firma del condestable.

## Matrimonio y descendencia

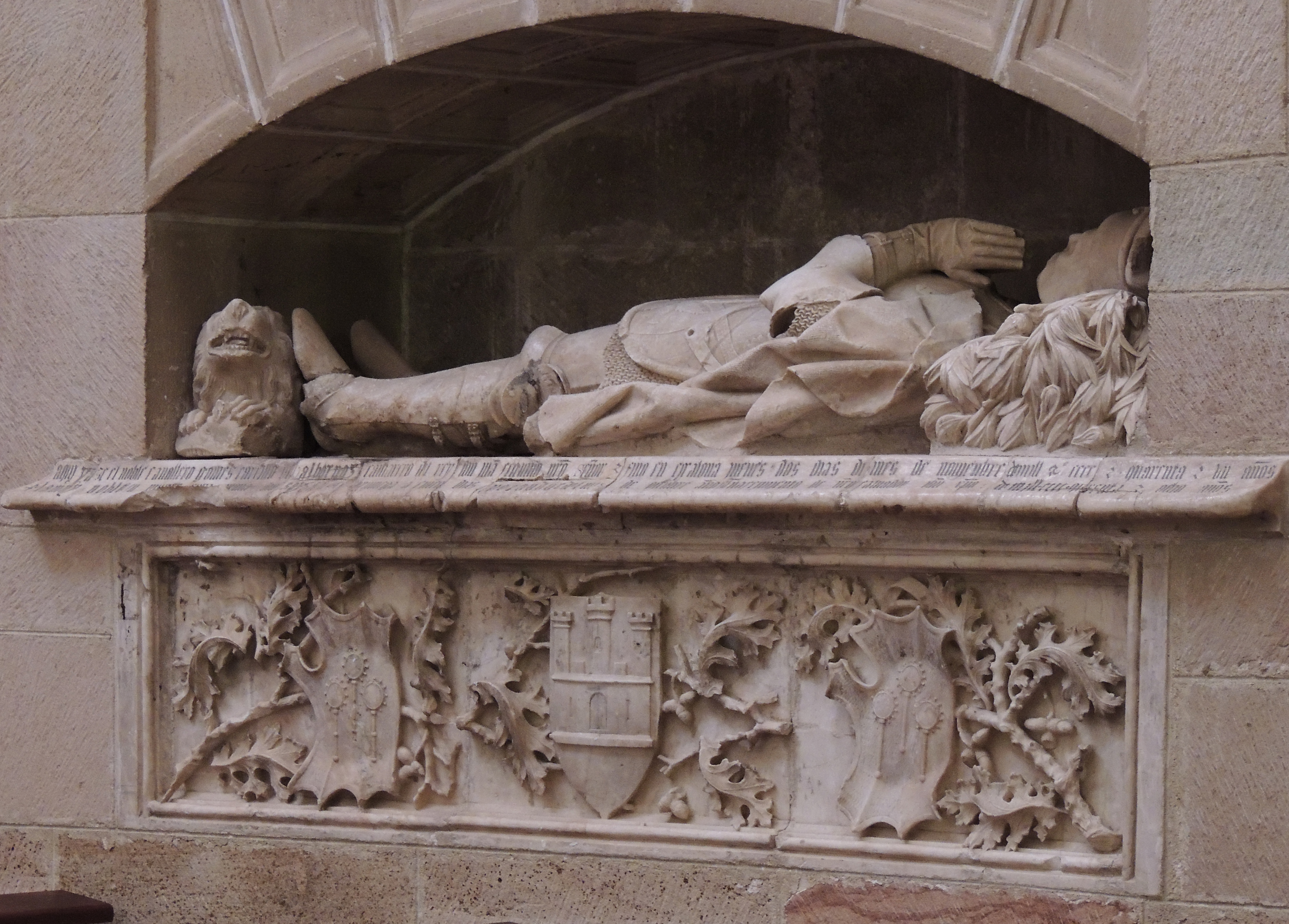
Sepulcro de Gómez Carrillo de Acuña en la capilla mayor de la catedral de Sigüenza

Gómez Carrillo de Acuña se unió en matrimonio con María de Castilla —una hija de Diego de Castilla y de su manceba Isabel de Salazar y nieta paterna del rey Pedro I de Castilla y de su amante Isabel de Sandoval— con quien tuvo la siguiente descendencia:
- Alonso Carrillo de Acuña, quien heredó el señorío y el Castillo de Jadraque.
- Leonor Carrillo de Acuña, casada con Alvar Pérez de Guzmán el Mozo, X señor de Orgaz.[1]
- Gómez Carrillo de Acuña (m. c. 1481), casado con Beatriz de Sotomayor, padres de Gómez y Rodrigo Carrillo de Sotomayor.[10]

## Sepultura
Está sepultado junto con su esposa y su tío, el obispo Alonso Carrillo de Albornoz, en la catedral de Sigüenza.